# 民族路夜市
民族路夜市，簡稱民族夜市，為臺灣臺南市中區（今中西區）已消失的夜市，因位於民族路而得名。從起初赤崁樓兩旁的十餘攤，一直發展到後來的規模，據知已有十幾年的歷史。其規模大小，總計近400個攤販，在民族路上綿延長達200多公尺，是當時台南市最大的夜市。民族路夜市在六十七年（1978年）及七十一年（1982年）區運中，也大力支持市府活動。
民族路夜市昔日以眾多小吃而著名，但隨著規模不斷地擴張，也因此衍生了市容、交通與環境衛生等問題，一旁的德慶溪（現已加蓋）也受到污染。1983年，當時的台南市長蘇南成決意拆遷，將夜市攤販移往他處。在8月2日公布民族路大限到8月31日。市府要求攤商前往中國城、國花大樓，或者市府公有市場保安、友愛市場。然而中國城、國花大樓租個六坪攤位就要八十五萬，每個月還要交六千元管理費，並且八年後還要再交租金。市政府稱亦可到位於三、四樓的市府公有市場保安、友愛市場擺攤，也遭攤商質疑攤販設在三、四樓，晚上一、二樓黑漆漆，誰會發神經跑到三、四樓吃消夜，
民族路夜市攤商的不滿引起攤商於8月24日北上臺北中正紀念堂陳情，接到消息後臺南二分局長及副局長立刻北上稱有話回臺南講，絕對會有妥善安排。然而回臺南後，攤商卻遭蘇南成在協調會上教訓攤商北上是鬧事。直到在省議員蔡介雄自歐洲回臺後，趕到中興新村找省主席李登輝，要求延緩兩個月。唯仍遭市府向省府宣稱已經安排妥善，並在9月1日強制執法。1983年8月31日，民族路夜市在最後一天營業後，隔天即恢復一般道路，正式劃下句點。然而攤販問題仍未解決。
9月15日協調會中，蔡介雄提出利用小北路側的學校預定空地，獲得攤商代表及警察局長王琪琨同意，蘇南成看大家都同意也跟著贊成到預定地看看，並同意替大家爭取。唯一度仍發生市府藉故拖延到11月事情仍未進展、引起蔡介雄帶攤商到臺北李登輝住處報告，使李登輝拿起電話打給蘇南成說出「你說要解決到現在還不辦，省主席你來幹好了！以後有什麼事情你不要來找我」。才使小北路攤販中心興建，1984年3月攤商轉往小北夜市。此外在臺南中國城地下街、保安市場、友愛市場等場所亦有繼續營業。